# Вулиця Валерія Самофалова
Вулиця Валерія Самофалова — одна з вулиць Одеси, розташована в курортному районі Аркадія між пляжем Аркадія (на перетині із вулицею Генуезькою) і Фонтанською дорогою.
Первинна назву вулиці була вулиця Каманіна, і свою назву вона носила від радянського військовика, учасника окупації Фінляндії, Миколи Каманіна. 25 березня 2024 року за рішенням Одеської міської ради було перейменовано вулицю Каманіна на вулиця Валерія Самофалова, на честь українського військовослужбовця, похованого в Одесі героя України що загинув у боях під Миколаєвом, Валерія Самофалова.
Вулиця знаходиться у курортному районі Одеси — Аркадії й первинно мала некомпактну забудову приватними будиночками, переважно дачами. В останні роки приватна забудова була переважно знищена, на вулиці виросли 25-30 поверхові житлові комплекси, що призвело до суттєвих транспортних проблем цієї вузької вулиці. Для нормалізації руху тут навіть були встановлені делініатори посередині проїжджої частини.

## Галерея

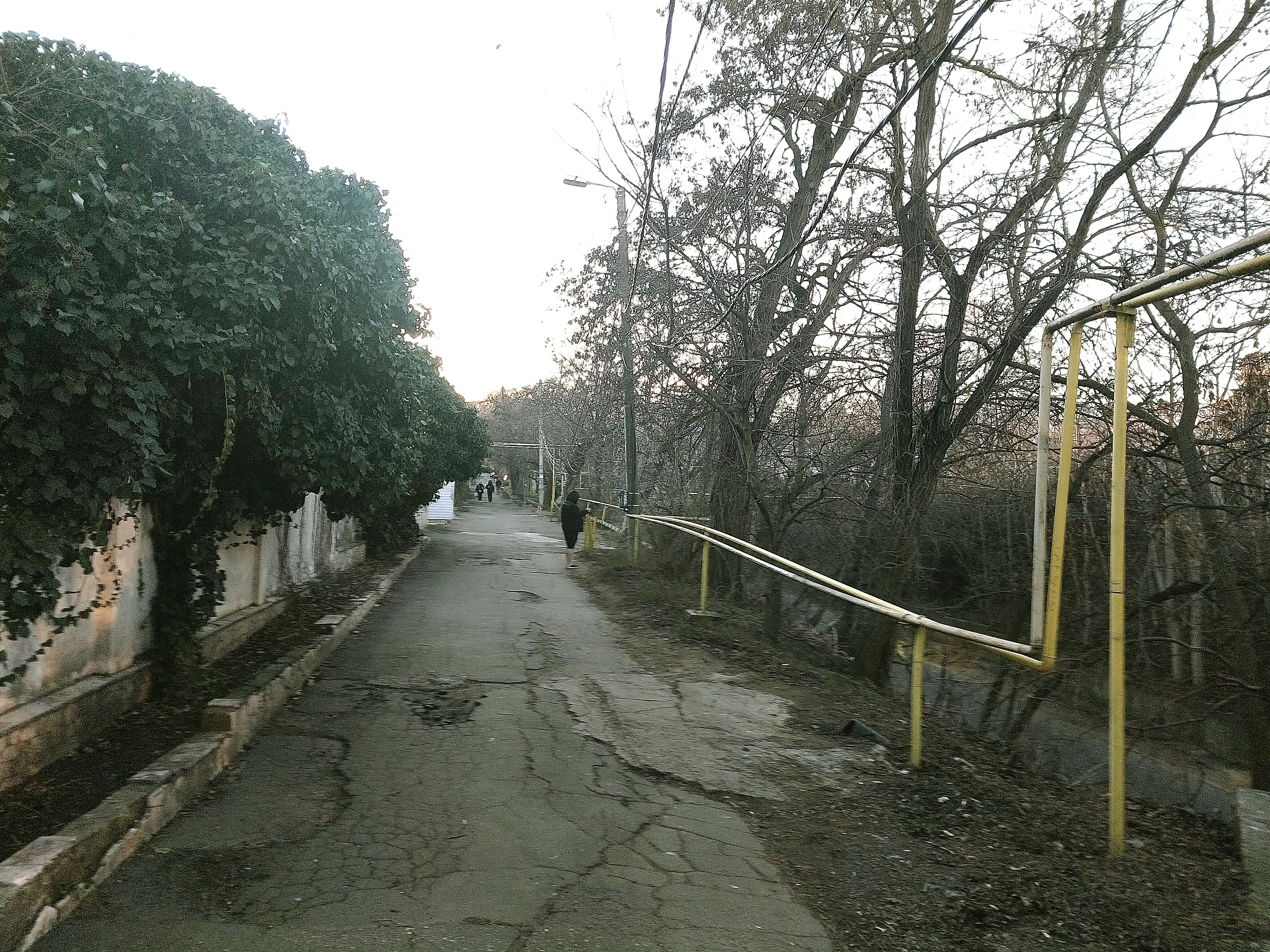
Початок вулиці біля пляжу Аркадія
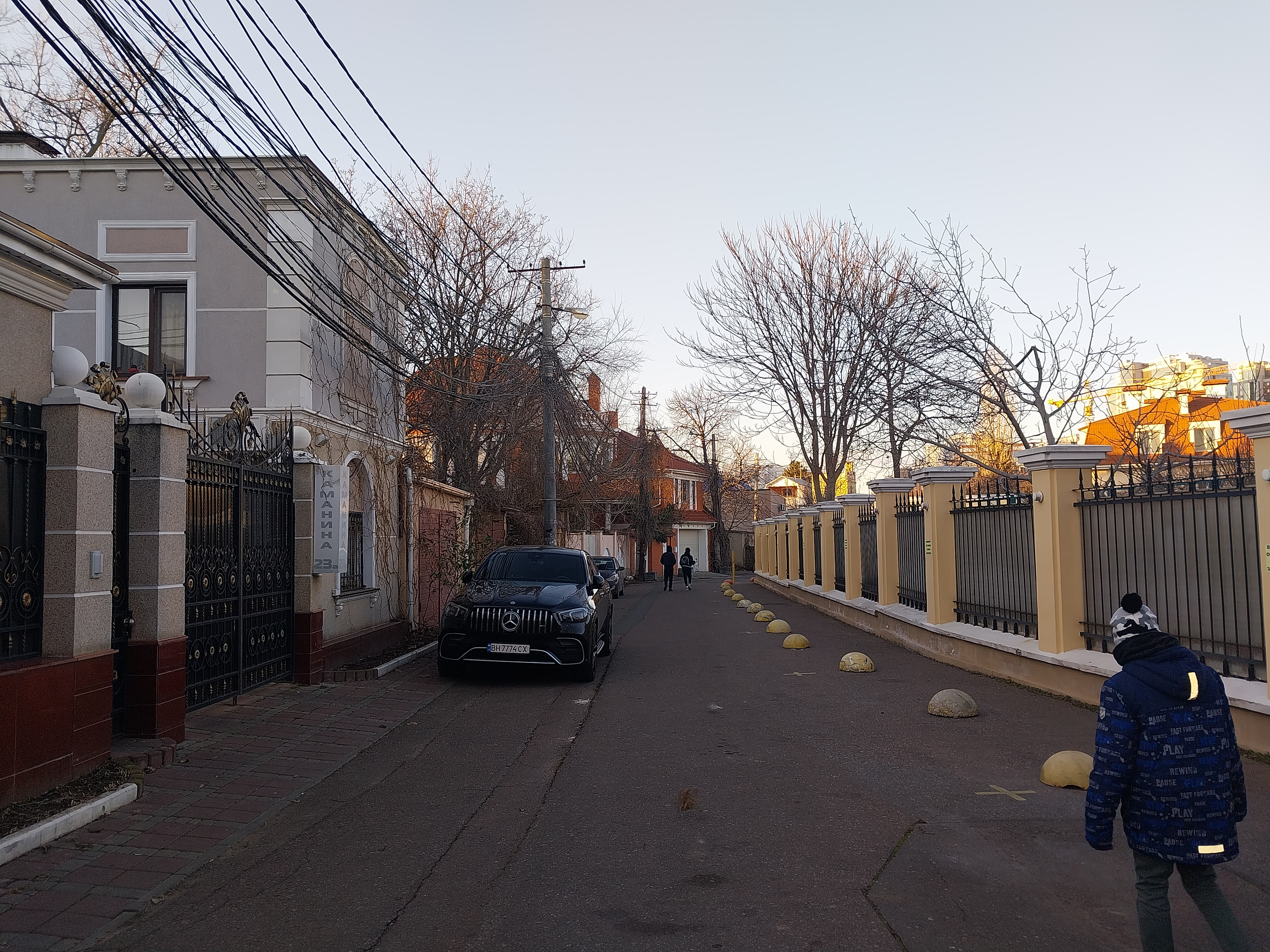
Приватна забудова на розі із 1-м Кришталевим провулком
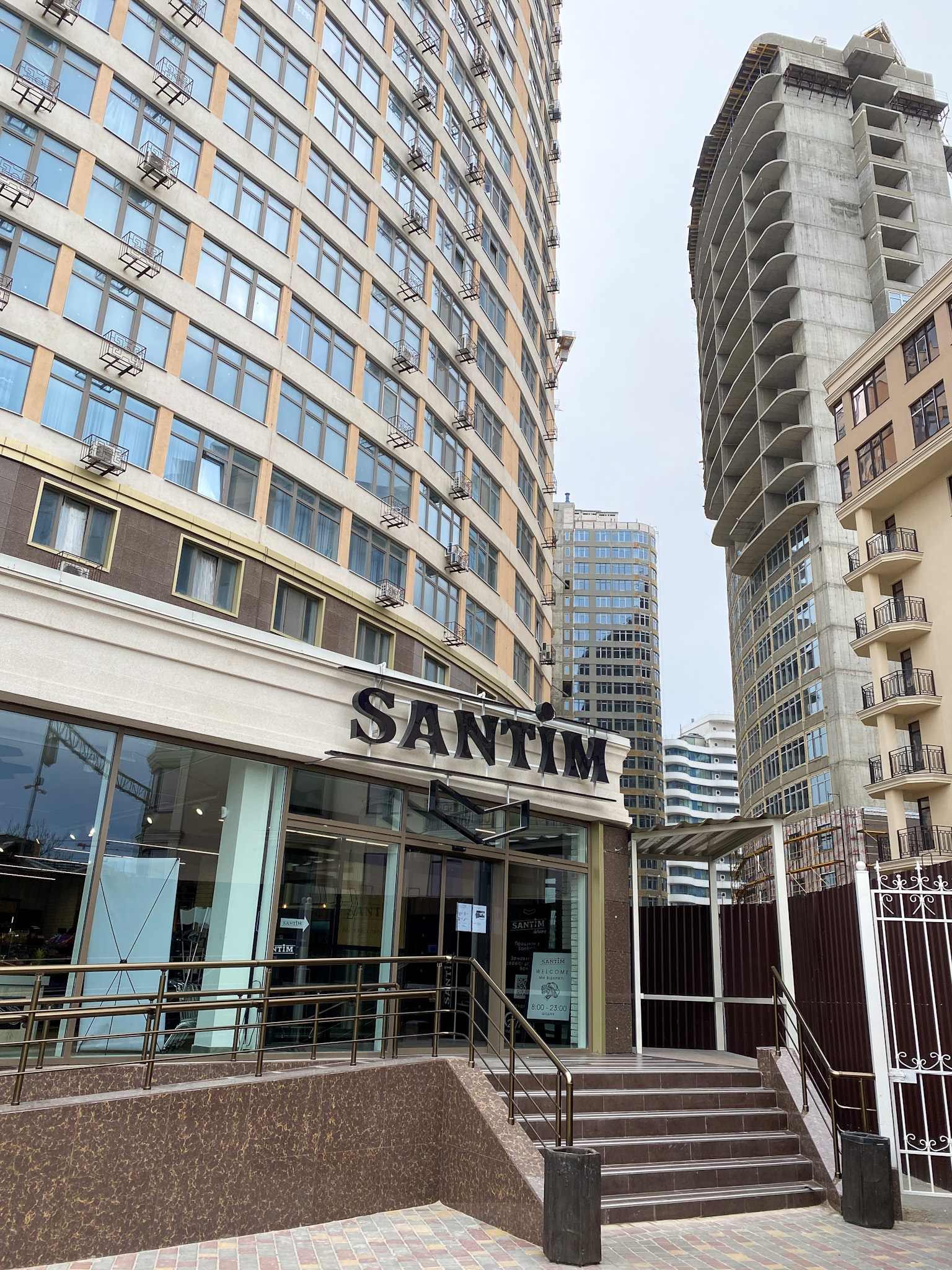
Сучасні житлові комплекси